# Parafia Podwyższenia Krzyża Świętego w Piotrowicach
Parafia Podwyższenia Krzyża Świętego w Piotrowicach – parafia rzymskokatolicka w diecezji elbląskiej. Erygowana przed 1331 rokiem, reerygowana w 24 września 1989 roku przez biskupa warmińskiego Edmunda Piszcza.
Na obszarze parafii leżą miejscowości: Piotrowice, Podlasek Duży, Podlasek Mały, Piotrowice Małe. Tereny te znajdują się w gminie Biskupiec w powiecie nowomiejskim w województwie warmińsko-mazurskim.
Pierwszy kościół parafialny w Piotrowicach został wybudowany w 1360 roku. W okresie Reformacji przejęli go protestanci. Obecny kościół pobudowano w roku 1860 ale dopiero w 1965 został przekazany Kościołowi katolickiemu.